# Liste der Kulturgüter in Magliaso
Die Liste der Kulturgüter in Magliaso enthält alle Objekte in der Gemeinde Magliaso im Kanton Tessin, die gemäss der Haager Konvention zum Schutz von Kulturgut bei bewaffneten Konflikten, dem Bundesgesetz vom 20. Juni 2014 über den Schutz der Kulturgüter bei bewaffneten Konflikten sowie der Verordnung vom 29. Oktober 2014 über den Schutz der Kulturgüter bei bewaffneten Konflikten unter Schutz stehen.
Objekte der Kategorien A und B sind vollständig in der Liste enthalten, Objekte der Kategorie C fehlen zurzeit (Stand: 1. Januar 2023).

## Kulturgüter
| Foto |                                                                                           | Objekt | Kat. | Typ | Standort                  | Beschreibung |
| ---- | ----------------------------------------------------------------------------------------- | --- | ---- | --- | ------------------------- | ------------ |
| ja   | Datei hochladen · Wikidata zu Schloss San Giorgio (Q7387495)                              | Schloss San Giorgio / Castello di San Giorgio KGS-Nr.: 10393                                                                           | A    | G   | Via Chiesa 712357 / 93614 |              |
| ja   | Datei hochladen · Wikidata zu Pfarrkirche Santi Biagio e Macario mit Pfarrhaus (Q3668093) | Pfarrkirche Santi Biagio e Macario mit Pfarrhaus / Chiesa parrocchiale dei Santi Biagio e Macario con casa parrocchiale KGS-Nr.: 05567 | B    | G   | Via Chiesa 712323 / 93571 |              |